# Salla Tykkä
Salla Tykkä (Helsinki, 10 avril 1973) est une photographe finlandaise, artiste plasticienne.